# Chasten Buttigieg
Chasten James Glezman Buttigieg ([ˈtʃæstən ˈbuːtɪdʒədʒ] CHAS-tən-_-BOO-tij-əj, nascido Glezman; Traverse City, 23 de junho de 1989) é um professor, escritor e ativista LGBTQIA+ norte-americano. Ele é casado com Pete Buttigieg, ex -Secretário de Transportes dos EUA, e foi conselheiro, porta-voz e ativista de mídia social durante a campanha presidencial de seu marido em 2020. Em setembro de 2020, Buttigieg lançou um livro de memórias intitulado "Eu tenho algo para te contar" (em inglês: I Have Something to Tell You).

## Primeiros anos e educação
Buttigieg nasceu Chasten James Glezman, em 23 de junho de 1989, em Traverse City, Michigan, filho de Sherri (nascida Pelon) e Terry Glezman, proprietários de uma empresa de paisagismo. O mais novo dos três irmãos, ele foi criado em Chums Corner, uma área suburbana fora de Traverse City, em uma família católica conservadora. Quando adolescente, Buttigieg trabalhou em uma loja de produtos de cereja chamada Cherry Republic e dirigia tratores na fazenda de cerejas de seu avô em Suttons Bay. Ele ganhou uma fita azul em pit spitting no National Cherry Festival.
Buttigieg estudou na Traverse City West Senior High School e passou seu último ano como estudante de intercâmbio na Alemanha. Ele teve aulas no Northwestern Michigan College antes de frequentar a University of Wisconsin–Eau Claire; ele se formou em 2014 com um diploma de bacharel em teatro e estudos globais. Posteriormente, Buttigieg frequentou a DePaul University em Chicago, onde recebeu o título de Mestre em Educação em 2017. Naquele verão, Buttigieg obteve um certificado AMS / MACTE da Xavier University.

## Carreira
Depois de se formar na faculdade, Buttigieg mudou-se para Milwaukee, onde trabalhou como artista-educador no First Stage Children's Theatre, bem como em salas de aula na área metropolitana de Milwaukee.
Enquanto cursava sua pós-graduação, ele foi professor substituto nas escolas públicas de Chicago e South Bend. No outono de 2017, Buttigieg começou como professor de humanidades do ensino fundamental na Montessori Academy em Mishawaka, Indiana. Ele também deu aulas de teatro e dirigiu um clube de diversidade. Ele tirou uma licença para apoiar a campanha do marido. Em janeiro de 2019, Buttigieg se juntou à Equipe de Educação Cívica do South Bend Civic Theatre como Diretor de Currículo.
Em 2016, Buttigieg foi um Delegado Democrata Estadual do Condado de St. Joseph. Ele foi o primeiro cavalheiro de South Bend, Indiana, de 16 de junho de 2018 a 1º de janeiro de 2020.

### Eleição presidencial de 2020

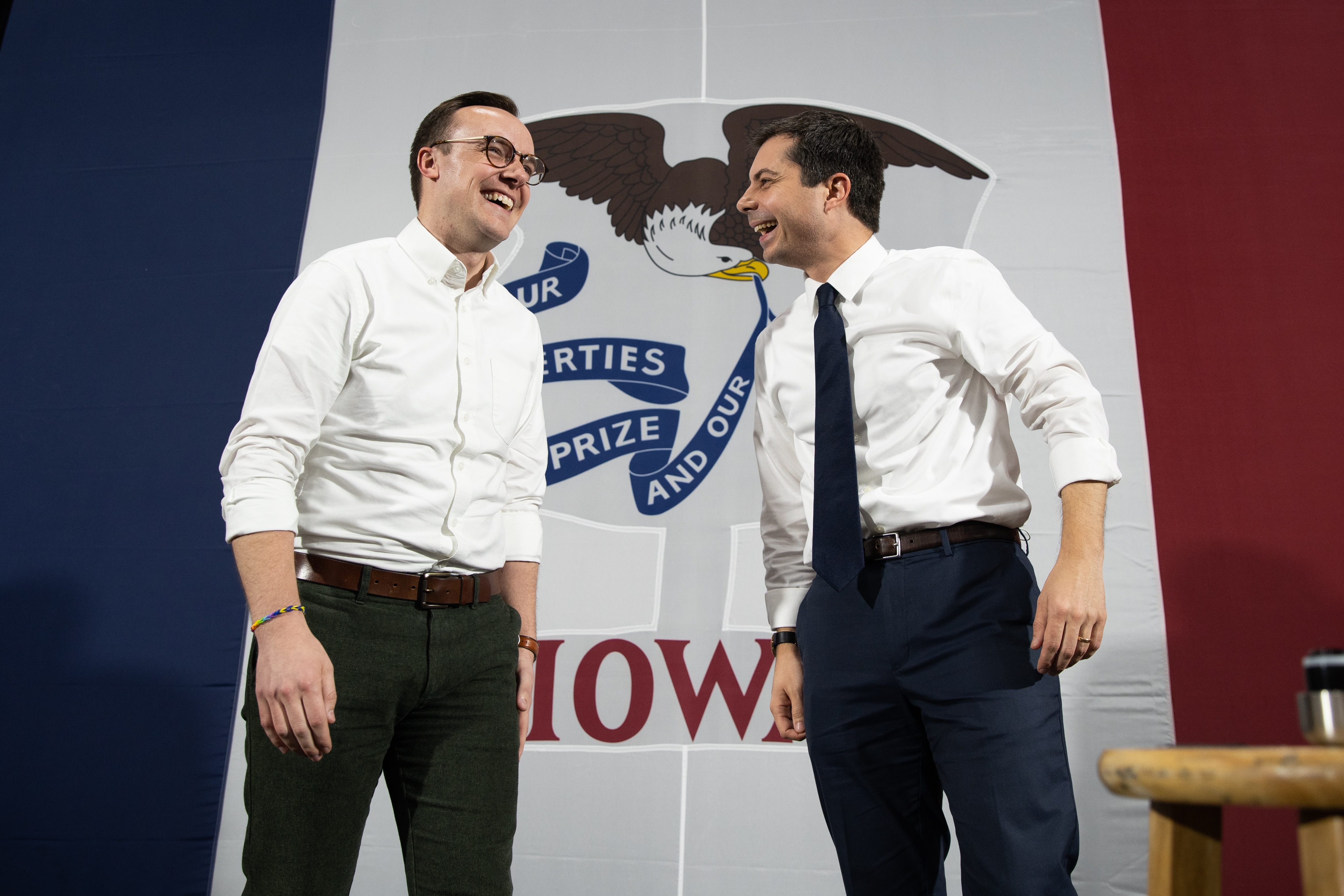
Chasten (à esquerda) e Pete Buttigieg em campanha em Iowa em 2019

Buttigieg foi um porta-voz de campanha, conselheiro, e ativista de mídia social para a campanha de seu marido Pete Buttigieg. Se seu marido tivesse sido eleito, Chasten identificou a melhoria das escolas públicas do país, educação artística e saúde mental como as áreas para as quais ele teria direcionado sua atenção como Primeiro Cavalheiro. Ele também apoia os direitos LGBTQ.
Após a retirada do marido da corrida, ambos apoiaram Joe Biden e fizeram campanha para ele. Desde a campanha, Buttigieg agora considera Kamala Harris e Doug Emhoff amigos próximos.

### Camanha pós-eleição presidencial
Buttigieg foi bolsista do Instituto de Política de Harvard no semestre virtual do outono de 2020. Em 1º de setembro de 2020, Buttigieg lançou seu primeiro livro de memórias, I Have Something to Tell You. A edição de capa dura estreou na posição 12 na lista de mais vendidos do The New York Times para não ficção de capa dura. Em dezembro de 2020, Buttigieg criticou o artigo de opinião de Joseph Epstein sobre as credenciais acadêmicas de Jill Biden, chamando-o de sexista.

## Vida pessoal

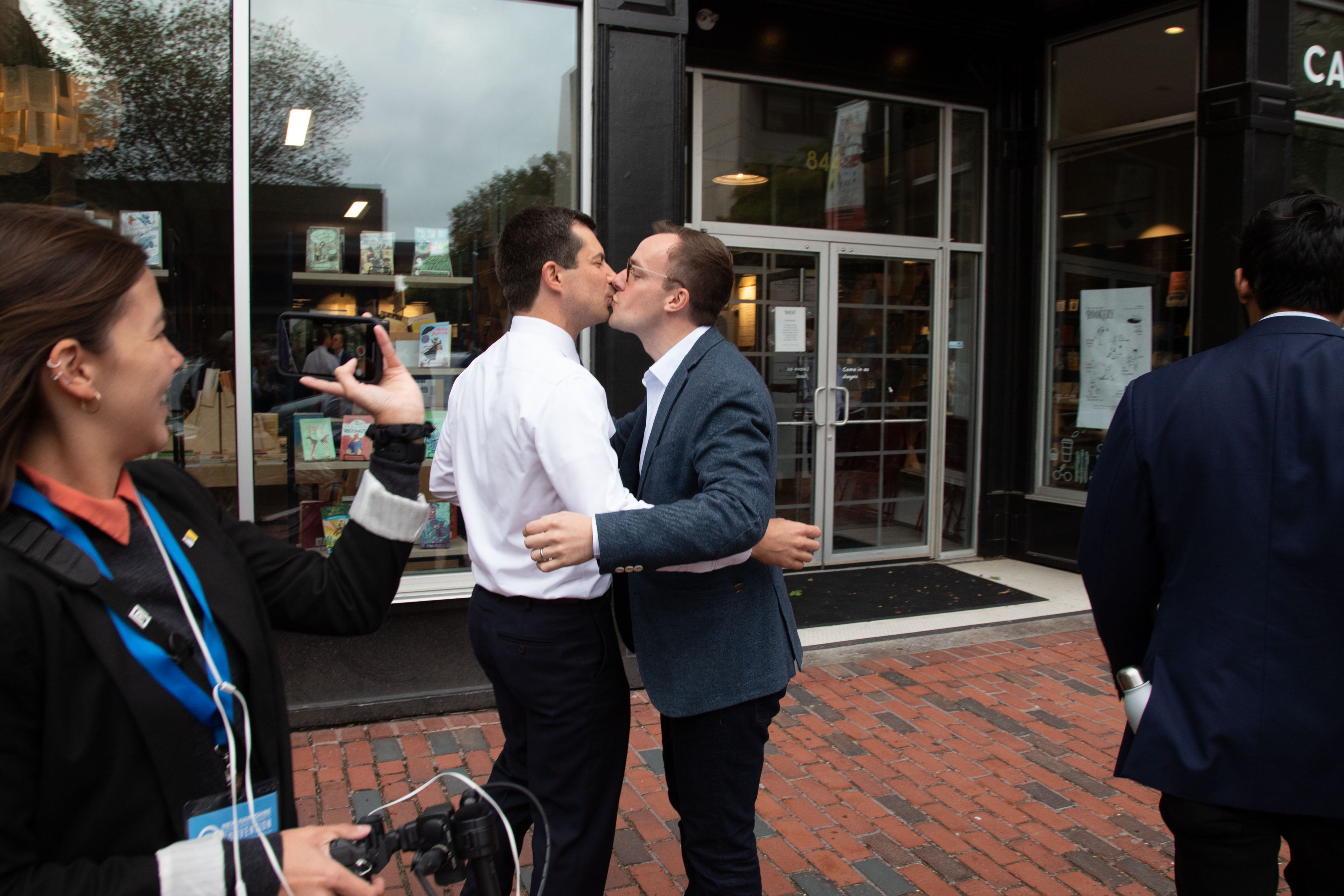
Pete e Chasten Buttigieg em 2019

Buttigieg se assumiu para sua família aos dezoito anos e logo se mudou, morando com amigos e em seu carro. Em 2019, Buttigieg relatou que agora tinha um "ótimo relacionamento" com seus pais. Em 2020, Buttigieg compartilhou em suas memórias que foi abusado sexualmente por um amigo de um amigo quando tinha dezoito anos. A experiência o deixou envergonhado por anos.
Buttigieg mora em Washington, D.C., com seu marido, Pete Buttigieg, que é o ex- secretário de Transporte dos EUA. Os dois se conheceram no aplicativo de namoro Hinge no verão de 2015. Eles se conheceram pessoalmente em agosto, enquanto Chasten estava na pós-graduação. Eles ficaram noivos em dezembro de 2017 no Aeroporto Internacional O'Hare e se casaram em 16 de junho de 2018, na Catedral Episcopal de St. James em South Bend; os dois apareceram na festa de quarteirão do Orgulho Gay de South Bend após suas núpcias. Em 17 de agosto de 2021, Buttigieg anunciou em sua conta pessoal no Twitter que ele e seu marido haviam se tornado pais. Em 4 de setembro, Pete Buttigieg tuitou uma foto do casal com seus gêmeos recém-nascidos, um filho e uma filha.

## Obra publicada
- 2020: I Have Something to Tell You: A Memoir (em inglês)